# Nedytisis obrioides
Nedytisis obrioides là một loài bọ cánh cứng trong họ Cerambycidae.